# Alchemilla marsica
La ventaglina della Marsica (Alchemilla marsica Buser, 1911) è una pianta della famiglia delle Rosacee, endemica dell'Italia.

## Descrizione
La pianta presenta una forma rosulata (H ros nel sistema Raunkiær) con le foglie disposte a formare una rosetta basale.

## Distribuzione e habitat
Si trova in Abruzzo, Marche, Umbria e Lazio, in particolare nell'area del parco nazionale d'Abruzzo, Lazio e Molise ed aree circostanti ad un'altitudine che varia dai 1200 ai 1800 m s.l.m.

## Tassonomia
La pianta è stata descritta dal botanico svizzero Robert Buser (1857-1931) in Annali di Botanica, vol. 9, nel 1911. Fa parte della famiglia delle Rosacee.

## Proprietà
Come le piante dello stesso genere Alchemilla è astringente ed emostatica.